# Silvanite
La silvanite o o sylvanite è un minerale, tellururo di argento e oro.
Deriva dalla regione Transilvania (Romania). Descritta per la prima volta nel 1835 da Noel Martin Joseph de Necker, botanico e naturalista.

## Abito cristallino
Laminoso-micaceo, prismatico, scheletrico (cristalli con contorni dai crudi profili).

## Origine e giacitura
Comunemente in vene idrotermali di bassa temperatura, ma anche in di media ed alta temperatura e comunemente anche tra gli ultimi minerali formati. Il minerale si trova in alcune miniere aurifere con oro nativo ed altri tellururi. Paragenesi con krennerite, petzite e calaverite

## Forma in cui si presenta in natura
In lamelle come molte miche, in aggregati scheletrici. Talora alcuni di questi aggregati sembrano una scrittura con strani caratteri a cui il nome di "oro grafico" o "tellurio grafico".

## Utilizzi
È un minerale utile per l'estrazione di oro, argento.

## Proprietà fisico chimiche
Il minerale è solubile in acqua regia.
Peso molecolare: 429,89 grammomolecole.
Composizione chimica:
- Argento: 6,27 %
- Tellurio: 59,36 %
- Oro: 34,36 %

Formula empirica: Au0,75Ag0,25Te2
Indice fermioni: 0,04
Indice bosoni: 0,96
Indici di fotoelettricità:
- PE = 815,38 barn/elettroni
- ρ densità elettroni = 5682,52 barn/cc

GRapi = o (non radioattivo)

## Località di ritrovamento
- In Romania: in Transilvania[3][4], a Sacaramb o Sacarimb, anticamente detta Nagyag, a Baia de Arieș anticamente detta Offenbanya[3][4], poste non lontano da Roșia Montană, anticamente detta Verespatak. Attualmente procurarsi degli esemplari è molto difficile per via della sospensione di invii dalla Romania, tuttavia non si sa se dei campioni vengano tuttora alla luce. Talvolta, la silvanite è alterata sotto forma di oro nativo bruniccio.[3]
- Resto del mondo: a Kalgoorlie (Australia)[3][4]; nella miniera di Cripple Creek nel Colorado[3] e nella Calaveras County[5] in California[3] (USA) .